# Момент Валдо
«Момент Валдо» (англ. The Waldo Moment) — третий эпизод второго сезона научно-фантастического телесериала-антиутопии «Чёрное зеркало». Сценарий написал создатель сериала Чарли Брукер, режиссёром выступил Брин Гиггинс. Премьера эпизода состоялась 25 февраля 2013 года на телеканале Channel 4.
Эпизод получил сдержанные отзывы критиков, особенно в сравнении с другими эпизодами сериала.

## Сюжет
Джейми Солтер (Дэниэл Ригби) — комик-неудачник, который играет роль анимированного синего медведя по имени Валдо. Этот персонаж ведёт собственное шоу на телевидении, делая интервью с известными людьми, которые считают, что идут на детскую передачу, а на самом деле интервью записывается для программы в жанре Late night. Валдо становится очень популярным, и телеканал заказывает специальное шоу для него. Несмотря на успешность своего персонажа, Джейми разочарован и недоволен своей жизнью.
Во время мозгового штурма о концепции нового шоу продюсер Джек Напьер (Джейсон Флеминг), которому принадлежат права на Валдо, в шутку предлагает выдвинуть Валдо кандидатом на настоящих выборах в Стентонфорде, чтобы он мог иметь много времени для троллинга кандидата от консервативной партии Лиама Монро (Тобайас Мензис), у которого ранее брал интервью. Джейми неохотно соглашается, переживая по поводу вхождения в мир политики, который для него безмерно далёк. Продюсеры снимают фургон с большим экраном в кузове, на который проецируется изображение Валдо, этот фургон ездит по тем самым местам, где проводит агитацию Лиам Монро. Во время дебатов Джейми встречает Гвендолин Харрис (Хлоя Пирри) — кандидатку от лейбористской партии, которая, не имея шансов на победу, все равно баллотируется ради своей дальнейшей политической карьеры. Джейми и Гвендолин проводят ночь вместе, однако после этого руководитель кампании Гвендолин предостерегает её от дальнейшего общения с Джейми.
Джейми и Напьер встречаются с Джеффом Картером (Дэвид Аяла) — членом неназванного американского агентства, который уверяет, что Валдо, будучи не реальным лицом, имеет потенциал стать самым влиятельным политиком в мире. Джейми не нравится эта идея, и в последний день агитации он публично просит не голосовать за него. Напьер перехватывает управление персонажем и начинает куражиться над Джейми. Джейми пытается разбить экран с синим медведем — за что его жестоко избивает здоровенный поклонник мультперсонажа.
В день выборов Джейми наблюдает за объявлением результатов из больницы: Монро побеждает, Валдо (которого теперь озвучивает Напьер) финиширует вторым, Гвендолин — третьей. Напьер пытается спровоцировать людей на восстание.
Во время финальных титров показано, что Джейми стал бездомным. Валдо изображен на многих экранах, становится ясно, что план американского агентства был исполнен. Джейми пытается разбить один из экранов, и его в очередной раз избивают — на сей раз полиция.

## Критика
Эпизод получил сдержанные оценки экспертов. Издание The A. V. Club поставил эпизоду оценку «C+», заявив: 
«Нет ни одной причины, по которой „Момент Валдо“ должен продолжаться более 15 минут, и даже его персонажи с этим согласны».

Den of Geek утверждает: 
«Это был наименее чёрнозеркальный эпизод из всех, видимо, предыдущие эпизоды задали слишком высокую планку».
The Telegraph поставил эпизоду оценку 3/5, написав: 
«Брукер не переборщил, по крайней мере, до последней сцены, где Валдо становится обладателем мыслей мира».
Сергей Жариков, российский публицист, политтехнолог и музыкант, сравнивал сюжет эпизода с раскруткой лидера партии «ЛДПР» Владимира Жириновского, в создании имиджа которого принимал непосредственное участие:
Жириновский — это тот самый синий медвежонок из «Чёрного зеркала», и если вместо него был бы кто-то другой, я бы все делал то же самое. Вопрос в другом: стал бы этот образ таким же, если некто другой, не я, сидел в этом фургоне?

Некоторые обозреватели, в частности из The Washington Post, сравнили президентскую кампанию Дональда Трампа с эпизодом. В ночь выборов, когда победа Трампа стала очевидной, в аккаунте «Чёрного зеркала» в Твиттере появилось сообщение: 
«Это не эпизод. Это не маркетинг. Это реальность».